# Carex spachiana
Carex spachiana là một loài thực vật có hoa trong họ Cói. Loài này được Boott mô tả khoa học lần đầu tiên năm 1858.